# Несуперечність
Несуперечність — властивість формальної системи, що полягає в неможливості вивести з неї суперечності. Якщо заперечення якогось речення (сукупності абстрактних об'єктів) з системи може бути доведено в теорії, то про саме речення йдеться, що воно спростовне в ній. Несуперечливість системи означає, що ніяке речення (судження) не може бути в ній і доведене, і водночас спростоване. Вимога несуперечності є обов'язковою вимогою до наукової і, зокрема, логічної теорії. Суперечлива система свідомо недосконала: поряд з істинними положеннями вона включає також хибні, в ній щось одночасно і доводиться, і спростовується. У багатьох системах діє закон Дунса Скота. Доказовість суперечності означає, що в цих умовах стає доказовим що завгодно.